# Aeroportul Warukin
Aeroportul Warukin (IATA: TJG, ICAO: WRBN) este un aeroport din Kalimantan Selatan⁠(d), Indonezia.
Situat la o altitudine de 57 m, aeroportul dispune de o singură pistă.